# 비엘라니브로츠와프스키에
비엘라느 브로츠와프스키에(폴란드어: Bielany Wrocławskie 독일어: Bettlern 베틀레른[*])는 폴란드 돌니실롱스크주 브로츠와프군에 위치한 마을로, 인구는 4495명(2022년 기준)이다.